# 小行星18556
小行星18556（18556 Battiato）是一颗绕太阳运转的小行星，为主小行星带小行星。该小行星于1997年2月7日发现。

## 轨道参数
小行星18556的轨道半长轴为3.0563695 UA，离心率为0.012。